# Oleśnica (gmina w województwie świętokrzyskim)
Oleśnica (do 1870 gmina Sufczyce) – gmina miejsko-wiejska w województwie świętokrzyskim, w powiecie staszowskim. W latach 1975–1998 gmina położona była w województwie kieleckim.
Siedziba gminy to Oleśnica.
Według danych z 30 czerwca 2004 gminę zamieszkiwały 4062 osoby. Natomiast według danych z 31 grudnia 2019 roku gminę zamieszkiwało 3880 osób.

## Struktura powierzchni
Według danych z roku 2002 gmina Oleśnica ma obszar 53,51 km², w tym:
- użytki rolne: 85%
- użytki leśne: 6%

Gmina stanowi 5,79% powierzchni powiatu.

## Demografia

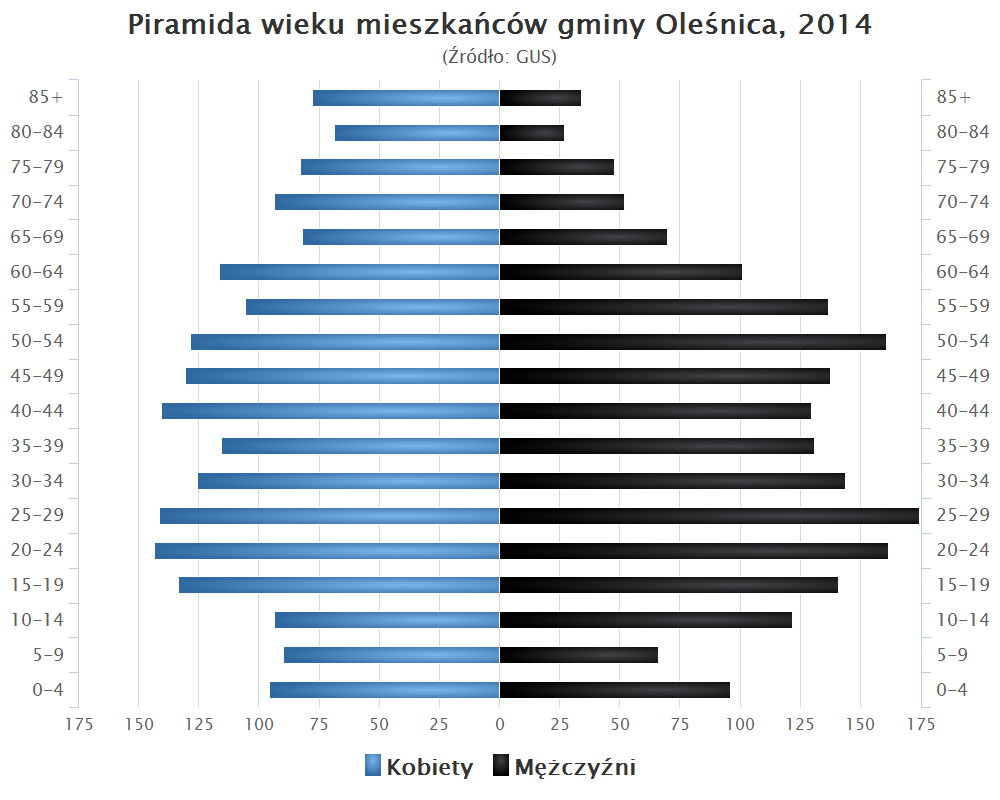
Piramida wieku mieszkańców gminy Oleśnica w 2014 roku

Dane z 30 czerwca 2004:
| Opis                              | Ogółem | Ogółem | Kobiety | Kobiety | Mężczyźni | Mężczyźni |
| --------------------------------- | ------ | ------ | ------- | ------- | --------- | --------- |
| jednostka                         | osób   | %      | osób    | %       | osób      | %         |
| populacja                         | 4062   | 100    | 2043    | 50,3    | 2019      | 49,7      |
| gęstość zaludnienia (mieszk./km²) | 75,9   | 75,9   | 38,2    | 38,2    | 37,7      | 37,7      |

## Budżet
Rysunek 1.1 Dochody ogółem w Gminie Oleśnica w latach 1995-2010 (w zł)
| WYSZCZEGÓLNIENIE               | J. m. | ROK         | ROK         | ROK         | ROK         | ROK         | ROK         | ROK         | ROK         | ROK         | ROK         | ROK         | ROK          | ROK          | ROK          | ROK           | ROK           |
| WYSZCZEGÓLNIENIE               | J. m. | 1995        | 1996        | 1997        | 1998        | 1999        | 2000        | 2001        | 2002        | 2003        | 2004        | 2005        | 2006         | 2007         | 2008         | 2009          | 2010          |
| ------------------------------ | ----- | ----------- | ----------- | ----------- | ----------- | ----------- | ----------- | ----------- | ----------- | ----------- | ----------- | ----------- | ------------ | ------------ | ------------ | ------------- | ------------- |
| Dochody ogółem                 | zł    | 1 019 281,- | 2 671 595,- | 3 041 172,- | 4 198 158,- | 4 171 219,- | 4 553 764,- | 4 933 933,- | 5 723 174,- | 4 997 542,- | 5 812 208,- | 7 933 503,- | 7 434 109,21 | 7 796 848,57 | 8 832 931,98 | 12 278 678,10 | 13 112 592,43 |
| ZNAK                           | ±     | +           | +           | -           | +           | -           | +           | -           | -           | -           | +           | -           | -            | -            | -            | +             | -             |
| Deficyt/nadwyżka budżetowy(-a) | zł    | 184 359,-   | 188 182,-   | 224 907,-   | 95 033,-    | 126 802,-   | 655 781,-   | 275 189,-   | 467 790,-   | 34 642,-    | 2 356 522,- | 1 653 866,- | 36 550,68    | 763 760,26   | 790 836,73   | 156 429,04    | 1 894 210,25  |
| ZNAK                           | Σ     | =           | =           | =           | =           | =           | =           | =           | =           | =           | =           | =           | =            | =            | =            | =             | =             |
| Wydatki ogółem                 | zł    | 1 203 640,- | 2 859 777,- | 2 816 265,- | 4 293 191,- | 4 044 417,- | 5 209 545,- | 4 658 744,- | 5 255 384,- | 4 962 900,- | 8 168 730,- | 6 279 637,- | 7 397 558,53 | 7 033 088,31 | 8 042 095,25 | 12 435 107,14 | 11 218 382,18 |

 Rysunek 1.2 Wydatki ogółem w Gminie Oleśnica w latach 1995-2010 (w zł)

Według danych z roku 2010 średni dochód na mieszkańca wynosił 3 369,98 zł (tj. — stan na 31 XII; przy 3 368,25 zł w zestawieniu na 30 VI); jednocześnie średnie wydatki na mieszkańca kształtowały się na poziomie 2 883,16 zł (tj. — stan na 31 XII; przy 2 881,68 zł w zestawieniu na 30 VI).

## Sąsiednie gminy
Łubnice, Pacanów, Rytwiany, Stopnica, Tuczępy

## Sołectwa
Borzymów, Brody, Bydłowa, Kępie, Oleśnica, Pieczonogi, Podlesie, Strzelce, Sufczyce, Wojnów, Wólka Oleśnicka